# 尖尾槭
尖尾槭（学名：Acer caudatifolium）是无患子科槭属的植物，为台灣特有植物。分布在台湾等地，生长于海拔200米至2,100米的地区，多生长在疏林中，目前尚未由人工引种栽培。

## 种下等级
- Acer kawakamii Koidz. var. taitonmontanum (Hayata) Li